# Ouragan (1924)
Ouragan – francuski niszczyciel typu Bourrasque, służący w latach 1940–1941 pod polską banderą jako OF "Ouragan".

## Historia
Francuzi wybudowali w latach 1923-1928 łącznie 12 okrętów tego typu. Stępkę tego okrętu położono 7 września 1923, wodowanie odbyło się 6 grudnia 1924, zaś 15 września 1927 oddano go do służby.
Początkowo "Ouragan" wchodził w skład 1. eskadry 1. flotylli niszczycieli w Tulonie. Od 1931 wchodził w skład 6. dywizjonu niszczycieli w Breście. Kariera okrętu obfitowała w wypadki: w 1932 r. uderzył dziobem w nabrzeże portu w Tulonie, w 1933 roku zderzył się z niszczycielem "Orage", ponownie uszkadzając dziób, a w 1935 został uderzony własną nieuzbrojoną torpedą ćwiczebną. W 1936 "Ouragan" wszedł w skład 4. dywizjonu niszczycieli w Breście, gdzie zastał go wybuch II wojny światowej. Po jej wybuchu pełnił służbę w osłonie konwojów. 5 grudnia 1939 r. zderzył się ze statkiem "Marrakech", a niedługo po naprawie, 1 lutego 1940 r. zderzyła się z nim pogłębiarka i okręt musiał być remontowany w Breście, skąd w obliczu postępów armii niemieckiej, 20 czerwca 1940 r. został przeholowany do Wielkiej Brytanii.
Po klęsce Francji "Ouragan" został 3 lipca 1940 r. przejęty w Portsmouth przez Brytyjczyków, a następnie wypożyczony Polskiej Marynarce Wojennej, gdzie służył przez krótki okres, od 18 lipca 1940 do 30 kwietnia 1941, jako: OF (Okręt Francuski) "Ouragan". Większość załogi stanowili marynarze z zatopionego pod Narwikiem "Groma", pierwszym polskim dowódcą był komandor Eugeniusz Pławski, następnie kpt. mar. Tadeusz Gorazdowski. Do 23 października 1940 r. okręt był remontowany i przezbrajany w Devonport, lecz na skutek późniejszych awarii mechanizmów napędowych do służby bojowej wszedł dopiero w styczniu 1941 r. W polskiej służbie był używany do eskorty konwojów, w składzie 3. Grupy Eskortowej w Greenock. Już pod koniec kwietnia 1941 r. został z uwagi na kiepski stan mechanizmów i małą przydatność zwrócony Brytyjczykom, którzy z kolei przekazali go siłom morskim Wolnych Francuzów. Mimo tego nie służył bojowo, pozostając jako okręt-baza w Portsmouth, a w grudniu 1942 został wycofany do rezerwy. Po wojnie powrócił w 1945 do Francji. 7 kwietnia 1949 został skreślony z listy floty i zezłomowany.
Warto zaznaczyć, że w polskich dokumentach OF "Ouragan" występował także jako ORP "Huragan".
Na typie Bourrasque wzorowane były polskie niszczyciele typu Wicher – ORP "Wicher" i ORP "Burza".

## Modyfikacje
"Ouragan" przechodził w toku służby liczne modyfikacje uzbrojenia. Pierwotnie składało się ono z 4 pojedynczych dział 130 mm, armaty przeciwlotniczej 75 mm i 6 wyrzutni torpedowych (dwóch trójwyrzutniowych aparatów). Na przełomie lat 20. i 30. zainstalowano nowe, pełniejsze maski dział. Około połowy lat 30. armatę 75 mm zastąpiono przez dwa działka plot 37 mm. W 1939 okręt dodatkowo otrzymał podwójny wkm 13,2 mm. Na początku 1940 r. zdjęto z okrętu czwartą, rufową armatę 130 mm (w związku z zamiarem zainstalowania miotaczy bomb głębinowych). Po przejęciu go przez Brytyjczyków, w toku remontu jesienią 1940 zamieniono działa 130 mm na 3 brytyjskie 120 mm, zdemontowano jeden aparat torpedowy i zamontowano 2 miotacze bomb głębinowych z większym zapasem bomb (z takim uzbrojeniem był wykorzystywany bojowo przez PMW). W kwietniu 1943 r. działka przeciwlotnicze 37 mm zastąpiono przez armatę plot 76 mm i ponownie zainstalowano drugi aparat torpedowy. W 1944 r. zdemontowano oba aparaty torpedowe i armatę 76 mm, instalując działko plot 40 mm i 6 działek 20 mm. Następnie dodano jeszcze 4 działka 20 mm. Przed powrotem okrętu do Francji zamontowano jeden aparat torpedowy.
- Stocznia: Chantiers Navals Français, Caen
  - położenie stępki: 7 września 1923
  - wodowanie: 6 grudnia 1924
  - ukończenie: 19 stycznia 1927
  - wejście do służby francuskiej: 15 września 1927
  - wycofanie:  7 kwietnia 1949

## Uzbrojenie
- 1939-1940:
  - 4 działa 130 mm Schneider-Creusot Modele 1919 (w 1940 zredukowano do 3 dział)
    - długość lufy L/40 (40 kalibrów), masa pocisku 32-34,8 kg, kąt podniesienia 36°, maks. donośność 18 900 m, maks. szybkostrzelność 6 strz/min, zapas amunicji 110 na działo.

  - 2 działka plot. 37 mm
  - 2 wielkokalibrowe karabiny maszynowe 13,2 mm Hotchkiss przeciwlotnicze
  - 6 wyrzutni torpedowych 550 mm (2 potrójne aparaty torpedowe), 6 torped Mle 1919D
  - 2 zrzutnie bomb głębinowych (12-18 bomb)

- październik 1940-1943:
  - 3 działa 120 mm
  - 2 działka plot. 37 mm
  - 2 nkm 13,2 mm Hotchkiss przeciwlotnicze
  - 3 wyrzutnie torpedowe 550 mm
  - 2 miotacze bomb głębinowych
  - 2 zrzutnie bomb głębinowych (zwiększony zapas bomb)

- 1943-1944:
  - 3 działa 120 mm
  - 1 armata plot 76,2 mm
  - 2 2 nkm 13,2 mm Hotchkiss
  - 6 wyrzutni torpedowych 550 mm
  - 2 miotacze bomb głębinowych
  - 2 zrzutnie bomb głębinowych